# オーストラリアン・ファイナンシャル・レヴュー
オーストラリアン・フィナンシャル・レビュー (英: The Australian Financial Review、略称：AFR, Fin Review) はオーストラリアで発刊されている、ビジネスと金融を主に取り上げる全国紙の新聞である。

## 概要
フェアファクス・メディアが毎週月曜日から土曜日まで週6日コンパクト新聞として発刊している。
1951年8月に、ファイナンシャル・レヴューは週刊新聞として創刊された。次第に1961年10月、週2回の発行となり、1963年には現在のような日刊の新聞になった。1995年2月、オーストラリアン・ファイナンシャル・レヴュー・マガジンが同年6月の公式サイト立ち上げに先がけて創刊された。
1970年代以降、ファイナンシャル・レヴューは経済自由主義と結び付きを強め、規制緩和、民営化、低税率、自由貿易などを主軸とする主張を行なっている。しかし、コラムなどでは幅広い立場からの意見も取り上げている。
現在、ファイナンシャル・レヴュー・スマート・インヴェスター、ファイナンシャル・レヴューMIS、ファイナンシャル・レヴュー・アセット、ファイナンシャル・レヴューCFOを含む多くの副刊行物を刊行しているほか、ファイナンシャル・レヴュー・マガジンとファイナンシャル・レヴュー・ボスという月刊誌も刊行している。
ニュージーランドを基盤とするインディペンデント・ビジネス・ウィークリー (Independent Business Weekly)と2006年に提携してインディペンデント・ファイナンシャル・レヴュー (Independent Financial Review)と改名し、2010年7月1日に厳しい競争に追い込まれてインディペンデント・ビジネス・ウィークリーが廃刊になるまで発刊を行った。

## ジャーナリスト
アラン・ミッチェルやローラ・ティングルなどがジャーナリストとしてファイナンシャル・レヴューの記事を執筆している。定期的にコラムを執筆する人物としては、1990年から1994年にオーストラリア自由党党首を務めたジョン・ヒューソンや、第25代オーストラリア連邦議会首相を務めたジョン・ハワード、インスティテュート・オブ・パブリック・アフェアーズ執行役員のトニー・ハリス、前ニューサウスウェールズ州監査局長のジョン・クィギンがいる。